# Bétaille
Bétaille là một xã thuộc tỉnh Lot trong vùng Occitanie phía tây nam nước Pháp. Xã này nằm ở khu vực có độ cao trung bình 137 mét trên mực nước biển.